# 硫酸甲酯
硫酸甲酯（英語：Methyl bisulfate）是一种有机化合物，是硫酸的单甲酯，化学式为CH3OSO3H。硫酸甲酯是硫酸二甲酯（(CH3)2SO4）水解的中间体：
(CH3)2SO4  +  H2O  →  (CH3)HSO4  +  CH3OH
硫酸甲酯同时也是一种酸（甲基硫酸）：
(CH3)HSO4   →  (CH3)SO4-  +  H+